# Омбакс
Омбакс (фр. Ambax) насеље је и општина у јужној Француској у региону Миди Пирене, у департману Горња Гарона која припада префектури Сен Годан.
По подацима из 2011. године у општини је живело 71 становника, а густина насељености је износила 11,93 становника/km². Општина се простире на површини од 5,95 km². Налази се на средњој надморској висини од 400 метара (максималној 348 m, а минималној 203 m).

## Демографија
| 1962. | 1968. | 1975. | 1982. | 1990. | 1999. | 2011. |
| ----- | ----- | ----- | ----- | ----- | ----- | ----- |
| 78    | 83    | 83    | 76    | 77    | 72    | 71    |

График промене броја становника у току последњих година